# Wallenstam Arena
Wallenstam Arena är idrotts- och evenemangsarena i Mölnlycke, där Pixbo Wallenstam IBK spelar sina hemmamatcher i innebandy.  Hallen rymmer 1 600 personer.